# 송 강왕
송 강왕(宋康王, ? ~ 기원전 286년)은 중국의 춘추전국시대 송나라의 제34대 군주(재위 : 기원전 329년 ~ 기원전 286년)이다. 성은 자(子), 씨는 대(戴), 휘는 언(偃), 시호는 강왕(康王)이며, 《순자》 왕패편(荀子 王霸篇)에는 헌왕(獻王)으로 기록되고, 《사기》 송세가에는 송왕 언(宋王偃)으로 기록되어 있다. 척성군의 아우다.

## 즉위
기원전 328년에 형 척성군(剔成君)을 몰아내고, 왕위를 찬탈하여 송공(宋公)이 되었다. 척성군에게 시호를 올리지 않았다.
그가 즉위할 때 기원전 4세기말 송나라는 초나라, 제나라, 위나라 등 3국에 주변에 있어 항상 강대국의 정세에 따라 국정이 좌지우지 되고 있었다. 송 양공(宋襄公) 이후에 큰 활약이 없었고, 약소국으로 전락하였다.
송공 언은 이러한 정세 속에 즉위 10년(기원전 320년)에 각 제후들이 왕을 연달아 칭하는 일이 일어나고, 송공 언은 이 해 송나라가 처음이자 마지막으로 왕을 자칭했다. 그 이후, 강왕은 제나라의 속국을 멸망시키고, 광적으로 주변 각국에 대해 자국의 국력에 맞지 않는 군사 행동을 전개하였다. 이 일로 정치에 자신이 든 강왕은, 민중에게 포학 정치를 실시하였고, 신하의 미모의 아내를 빼앗거나 간언 하는 신하에게는 용서 없는 처사를 실시하는 등 공포 정치를 하여, 제멋대로 폭정을 행했기 때문에, 국내외로 송의 걸왕으로 불렸다고 한다.
그러한 구실로 "그는 은나라의 폭군인 주왕의 자손이며, 그가 재래했다. 협력하여 주멸해야 한다."라고 말하는 제후들에게 나라를 공격받지만, 송나라 백성은, 왕의 폭정을 원망하고 있었기 때문에, 나라를 위해 싸울 의지가 없었다.
그리고, 기원전 286년 제나라, 위나라, 초나라의 연합군에 어이없게 패배한 강왕은 살해당하여 송나라는 멸망했다. 토지는 이 전승국에 의해 3분되었다. 은나라의 피를 이어받는 왕조는 완전하게 끊어졌다.

## 평가
마지막 군주로서는 타국에 예가 없는 44년 동안 장기 재위했지만, 약소국이지만 한때는 원정을 실시한 적도 있어, 송나라를 강대한 3국이 멸망시켰다고 하는 오명으로, 송 강왕이 폭군이다는 기록은 승자측에서 조작된 기록의 흔적이 난다. 한 나라의 마지막 국왕은 역사서에는 좋은 평가를 받은 적이 별로 없기 때문에(예로는 백제 의자왕과 궁예), 물론 송나라가 그 은나라 주왕의 후예라고 하는 악평을 재촉하는 호재도 있어, 사실을 모호하게 기록되어 고증을 요한다.
| 선대 이복형 척성군 | 제34대 송나라 임금(송왕) 기원전 329년 ~ 기원전 286년 | 후대 (멸망) |